# Palazzo del Cinema de Venecia

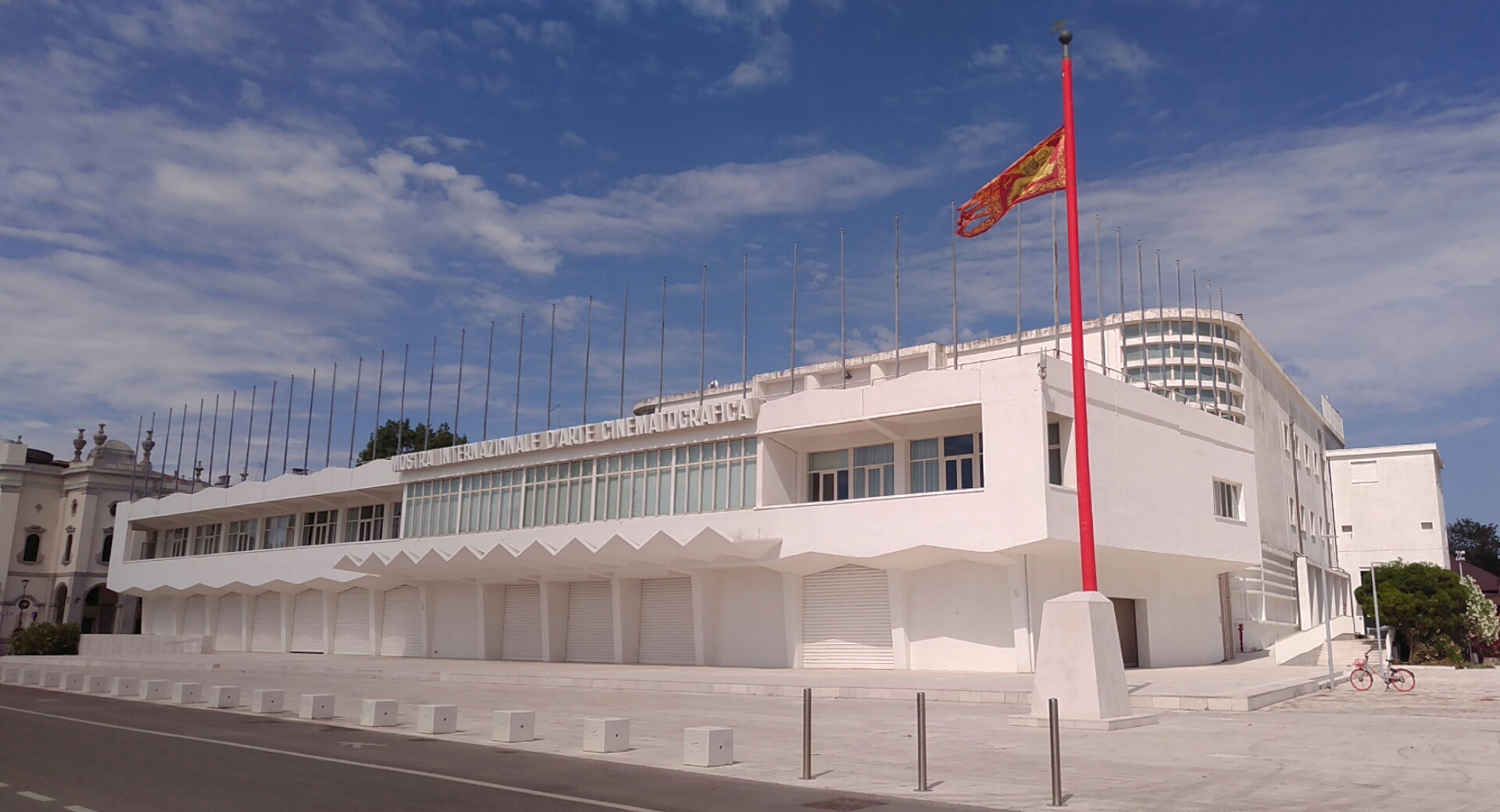
Palazzo del Cinema de Venecia.

El Palazzo del Cinema es la sede principal del Festival Internacional de Cine de Venecia, ubicado en el Lido de la ciudad de Venecia, Italia.

## Construcción
Aunque la primera edición de la Mostra tuvo lugar en la terraza del Hotel Excelsior el 6 de agosto de 1932, el enorme éxito creciente que adquirió el Festival hizo necesario edificar una sede propia que diera prestigio a tan importante evento cinematográfico. El encargado de la obra fue el ingeniero Luigi Quagliata, quien diseñó un edificio de corte modernista que se construyó en la misma zona en la que se encuentra en Casinò (obra del ingeniero Eugenio Mozzi).
El Palazzo está compuesto de un hall y de una sala de cine (la llamada Sala Grande). Debido al éxito del Festival, se proyectó la ampliación del edificio en 1952. Este proyecto completo contemplaba la ampliación de la Sala Grande, un teatro descubierto, otra sala de cine adicional, oficinas y servicios, pero finalmente sólo se realizaron las obras de ampliación de la sala y el teatro descubierto. 

## Ampliación y renovación
Aun así, la estructura resultó claramente insuficiente de cara al creciente número de espectadores y, de esa forma, en 1991 y con ocasión de la XX Muestra Internacional de Arquitectura se presentó un concurso para la realización de un proyecto de un nuevo Palazzo del Cinema. En este concurso se preveía la demolición del viejo Palacio, a excepción de la Sala Grande. El proyecto ganador fue el del arquitecto español Rafael Moneo, pero el alto coste que tenían las obras del nuevo edificio hizo que el Municipio de Venecia abandonara la idea.

## Estructuras temporales
Además del Palazzo, existen otras estructuras temporales que se levantan anualmente para la celebración del Festival de Cine. El Palagalileo, edificio construido en 1991 en el lugar en el que se encontraba el teatro descubierto, y el PalaBNL, una estructura que se levanta anualmente desde 1999 sobre el campo de rugby del "Quattro Fontane", son dos ejemplos de lugares que se usan para la exposición de películas y documentales a lo largo del Festival. Además, desde 1999 también se usan las instalaciones del Casinò
.

## Nuevos espacios
La necesidad de nuevo espacio y la voluntad de reorganizar el área llevó en 2004 a la Fundación Biennale di Venezia a la presentación de un nuevo concurso para el proyecto de un nuevo Palazzo del Cinema y la adecuación del área limítrofe. El 26 de mayo de 2005, la Fundación anunció que el concurso lo había ganado el estudio italiano "5+1" en colaboración con el arquitecto Rudy Ricciotti.
- Datos: Q3361189
- Multimedia: Palazzo del Cinema (Lido di Venezia) / Q3361189